# Adolf Lindfors
Pour les articles homonymes, voir Lindfors.
Adolf Lindfors, né le 8 février 1879 à Porvoo et mort le 6 mai 1959 dans la même ville, est un lutteur finlandais, spécialiste de lutte gréco-romaine.

## Palmarès
- Jeux olympiques de 1920 à Anvers (Belgique)
  -  Médaille d'or dans la catégorie poids lourds.